# Philippe de Hesse-Philippsthal
Philippe de Hesse-Philipsthal (en allemand Philip von Hessen-Philippsthal), né à Cassel le 14 décembre 1655, décédé le 18 juin 1721 à Aix-la-Chapelle.
Il fut landgrave de Hesse-Philippsthal de 1663 à 1721.

## Famille
Fils de Guillaume VI de Hesse-Cassel et de d'Edwige-Sophie de Brandebourg.
En 1680, Philippe de Hesse-Philipsthal épousa Catherine de Solms-Laubach (1654-1736), (fille d'Othon de Solms-Laubach).
Huit enfants sont nés de cette union :
- Wilhelmine de Hesse-Philipstahl (1681-1699)

- Charles Ier de Hesse-Philippsthal, landgrave de Hesse-Philippsthal

- Amélie de Hesse-Philippsthal (1684-1754)

- Amoene de Hesse-Philippsthal (1685-1686)

- Philippe de Hesse-Philipsthal (1686-1717), en 1714 il épousa Marie von Limburg (1689-1759, (fille du comte Albert von Limburg (postérité)

- Henriette de Hesse-Philippsthal (1688-1761)

- Guillaume de Hesse-Philippsthal-Barchfeld (1692-1761), landgrave de Hesse-Philippsthal-Barchfeld, il fut le fondateur de la sixième branche de la Maison de Hesse

- Sophie de Hesse-Philippsthal (1695-1728), en 1723 elle épousa le duc Pierre-Auguste de Schleswig-Holstein-Sonderbourg-Beck (1696-1775).

## Biographie
Philippe de Hesse-Philippsthal fut le premier landgrave de Hesse-Philippsthal et le fondateur de la cinquième branche de la Maison de Hesse.
Philippe de Hesse-Philippsthal appartint à la branche de Hesse-Philipsthal, cette cinquième branche est issue de la première branche de la Maison de Hesse, elle-même issue de la première branche de la Maison de Brabant.
Après l'abdication du landgrave Ernest de Hesse-Philippsthal (1846-1925) en 1868, la branche de Hesse-Philippsthal se perpétue avec la sixième branche de Hesse-Philippsthal-Barchfeld actuellement représentée par le prince Guillaume de Hesse-Philippsthal (1933-).